# Ladrón de corazones
Ladrón de corazones é uma telenovela estadunidense-mexicana produzida e exibida pela Telemundo em 2003.
Se trata de um remake da novela argentina Poliladron, produzida em 1995.
Foi protagonizada por Lorena Rojas, Manolo Cardona e Fabiola Campomanes e antagonizada por Humberto Zurita, Roberto Mateos e Álvaro Guerrero

## Sinopse
Gustavo Velasco é um ladrão por obrigação, e Veronica Vega, uma policial secreta. O destino os une para destruir uma rede de traficantes de drogas, responsável pela morte do pai de Gustavo. O que ninguém suspeita é que Antonio Vega, o pai de Veronica é o verdadeiro assassino e está envolvido com a rede. Ele é um homem implacável e ambicioso cujo grande propósito na vida é a acumulação excessiva de poder. Jogue uma vida dupla, por um lado é um homem de negócios respeitado, ex-policial de alto nível e bom pai. Por outro lado, ele é o "capo" da organização mafiosa mais temível do país, que ele lidera sob o manto do anonimato.
A história começa quando Gustavo retorna ao México depois de dez anos de ausência em busca da vingança da morte de seu pai. O jovem tenta proteger seu padrinho Ferreira, que está prestes a ser libertado da prisão. Por sua vez, a brigada Omega pretende seguir os passos de Ferreira uma vez que ele tenha sido libertado, porque eles estão certos de que ele os levará a grandes traficantes de drogas. É lá quando Veronica vê Gustavo pela primeira vez e é por isso que, em princípio, ele está envolvido com a rede.
Mais tarde, Gustavo, procurando informações, aproxima Verónica que nesse momento atua como uma prostituta. Apesar das circunstâncias, Gustavo se sente fortemente atraído por ela. Verônica, por outro lado, está cheia de emoções conflitantes nesse primeiro encontro porque nenhum homem conseguiu ver tanto dentro dela como Gustavo. Mais tarde, ele é preso pela brigada, por suas próprias mãos. O tempo que eles alternam nos interrogatórios causa grande impacto para ambos.
Para Veronica, todas as suas certezas estão quebradas: seu próximo casamento com Esteban, a segurança de seus sentimentos, a frieza da rotina sentimental que ela sempre sentiu. Toda a sua existência colapsa quando ele começa a sentir que Gustavo é o homem de sua vida. Aquele homem, para superar um criminoso, vê em suas coisas que ninguém viu, que causa um caos emocional, que a destrói e finalmente a faz sentir uma mulher completa.
Por outro lado, a atração de Gustavo por essa mulher, para superar tudo, é tão grande que ele esquece sua promessa de não se comprometer com nenhuma mulher. Ela sente que ela é capaz de tudo para ela, que ela quer amá-la totalmente, completamente, que ela quer tê-la sempre em sua vida.
Gustavo e Veronica ficam loucamente apaixonados apesar de todos os obstáculos que enfrentam. Esses dois jovens, de vidas totalmente opostas, podem viver juntos e ser felizes?

## Elenco
- Manolo Cardona  .... Gustavo Velasco
- Lorena Rojas  .... Verónica Vega
- Fabiola Campomanes  .... Inés Santoscoy
- Humberto Zurita .... Antonio Vega
- Roberto Mateos  .... Esteban de Llaca
- Álvaro Guerrero  .... José Salvador Martínez "Chepe"
- Marco Antonio Treviño .... Mateo
- Raúl Araiza .... Froylan Narváez
- Marisol del Olmo .... Marcela
- Raul Buenfil  .... Patricio Benítez
- Daniela Castro .... Nancy Barrera
- Marcos Valdés  .... Ramiro Barrientos
- Aarón Díaz  .... Gabriel
- Marisol Centeno  .... Claudia Barrientos
- Wendy de los Cobos  .... María Castillo
- Teresa Tuccio  .... Susan Estévez
- Roberto Medina .... Padre Anselmo Tapia
- Sergio Aguero .... Tarta
- Lisa Owen .... Magdalena Tapia "Nenena"
- Claudia Lobo .... Celia Tapia de Velasco
- Paola Rey .... Refugio
- Teresa Selma .... Doña Francisca Zambrano de Velasco
- Alberto Guerra .... Tony Castillo
- Luis Gerardo Méndez .... Raúl
- Enoc Leaño .... Ibañez
- Carlos Coss .... El Chino
- Rodolfo Arias .... Carlos
- Patricia Marrero .... Teresa
- Alfonso DiLuca .... Leonardo de la Lama
- Emilio Guerrero .... Leyva
- Guillermo García Cantú .... Emilio Escobar
- Angélica Rivera .... Renata
- Gabriel Soto  .... Román
- Alfredo Adame  .... Charles
- Rubén Cristiany .... Señor Obispo
- Luis Gatica .... Manuel
- Eugenio Derbez  .... Hernan Ferreira
- Irineo Álvarez  .... Señor Secretario
- Roberto Montiel  .... El Presidente
- Guillermo Capetillo  .... Manuel Martínez
- Marco Antonio Solís  .... Chetas
- Candela Ferro .... Elena Aragón
- Seraly Morales  .... Doctora
- Raúl Ortiz  .... Doctor
- Erwin Veyha  .... Virgilio
- Hugo Albores  .... Islas